# جرف (جغرافيا)

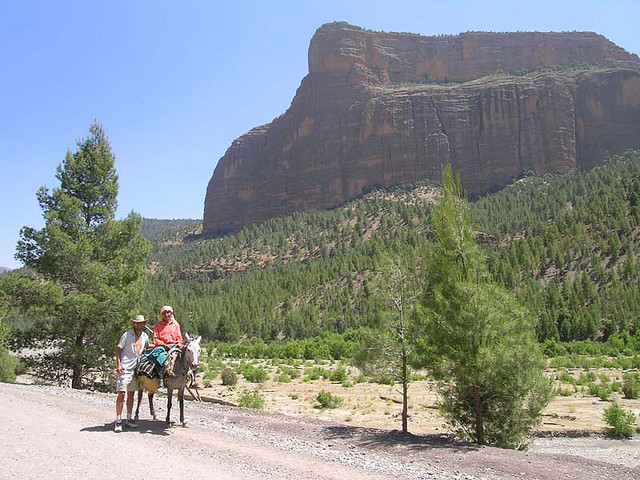
جرف بقرية بين الويدان (المغرب).

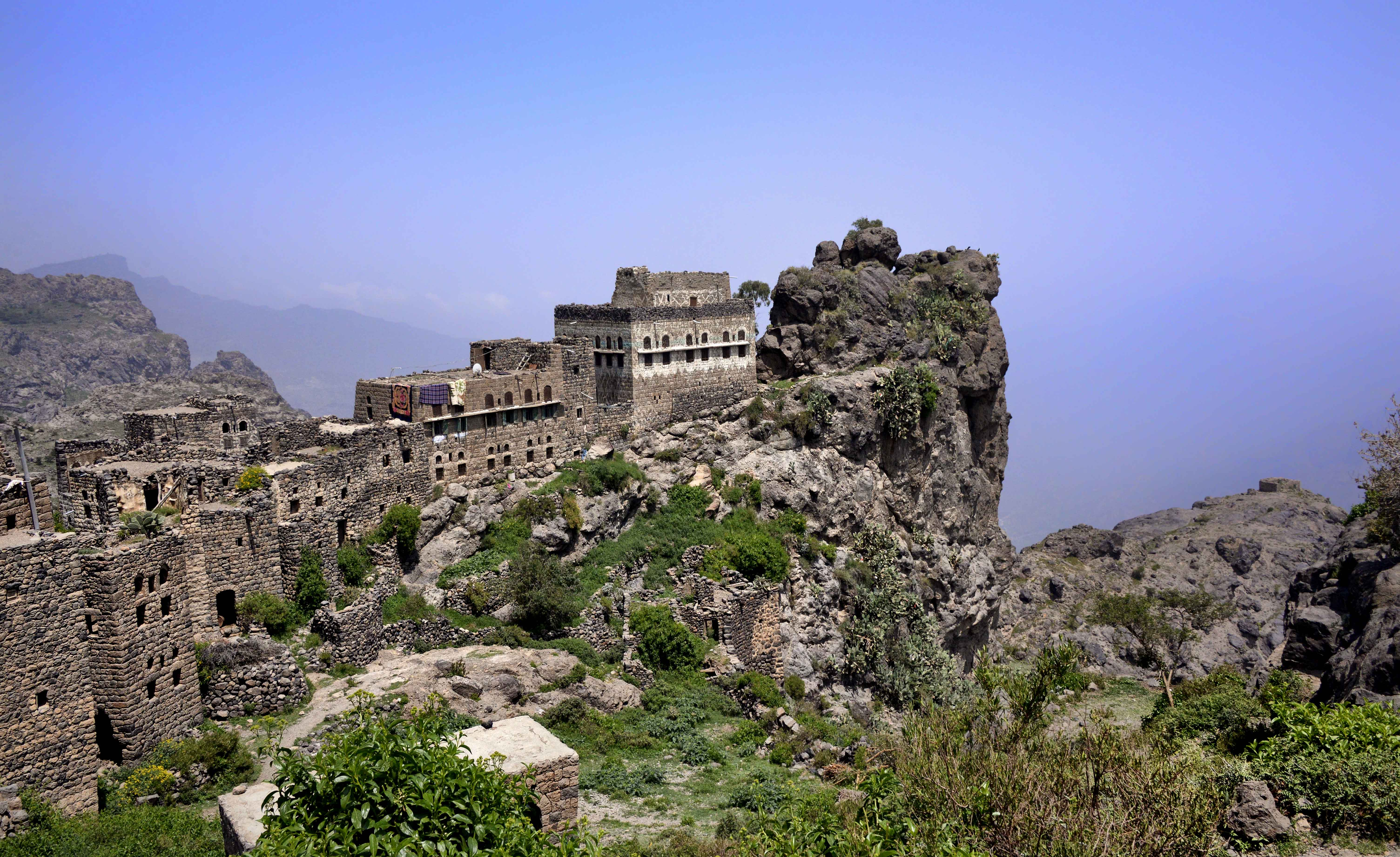
دار مبنية على جرف صخري في اليمن

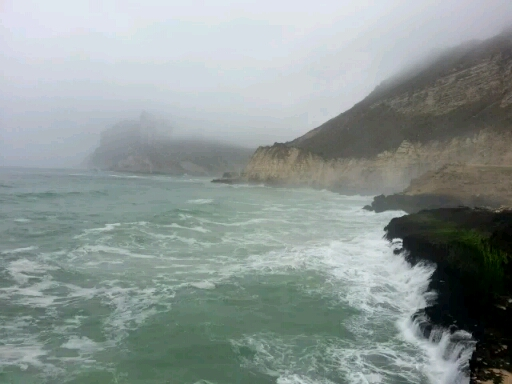
جرف ساحلي في عُمان

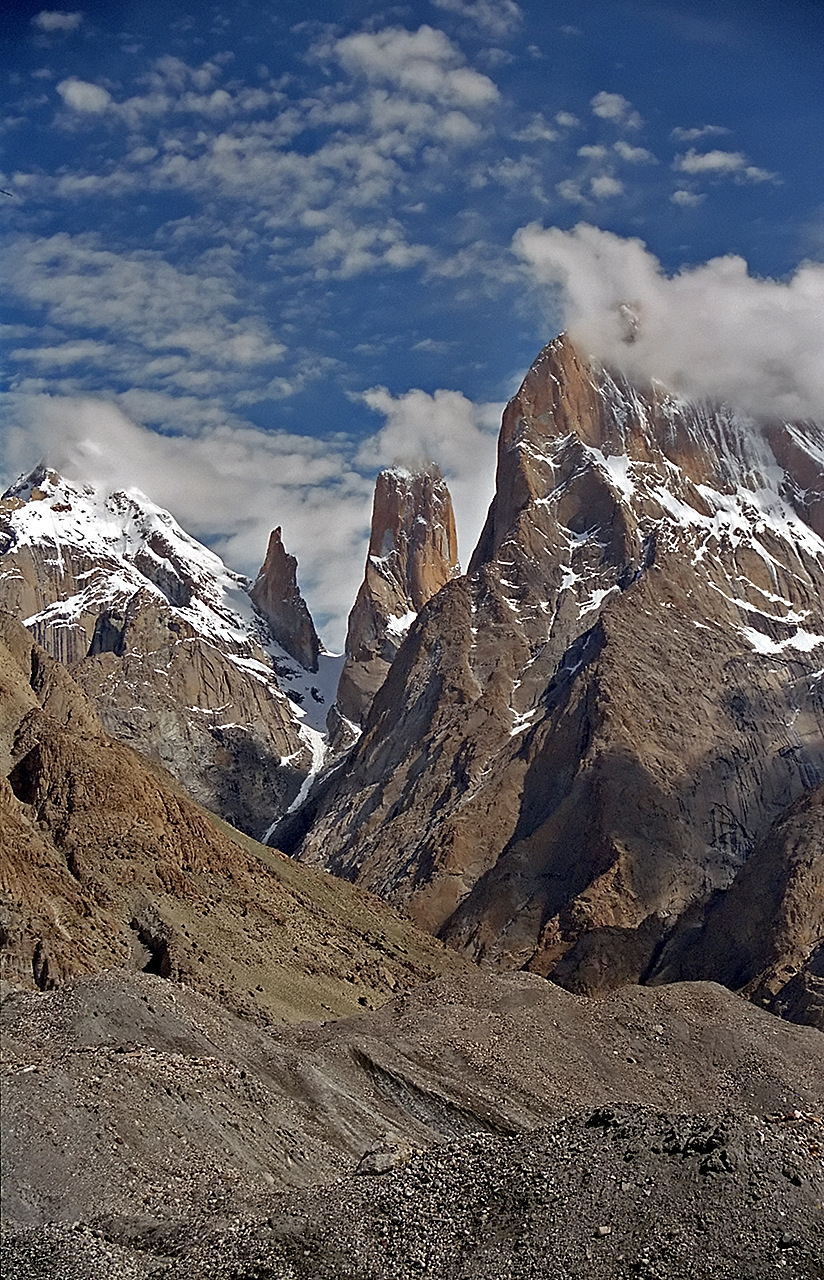
أعلى أجراف العالم (ترانكو) في.

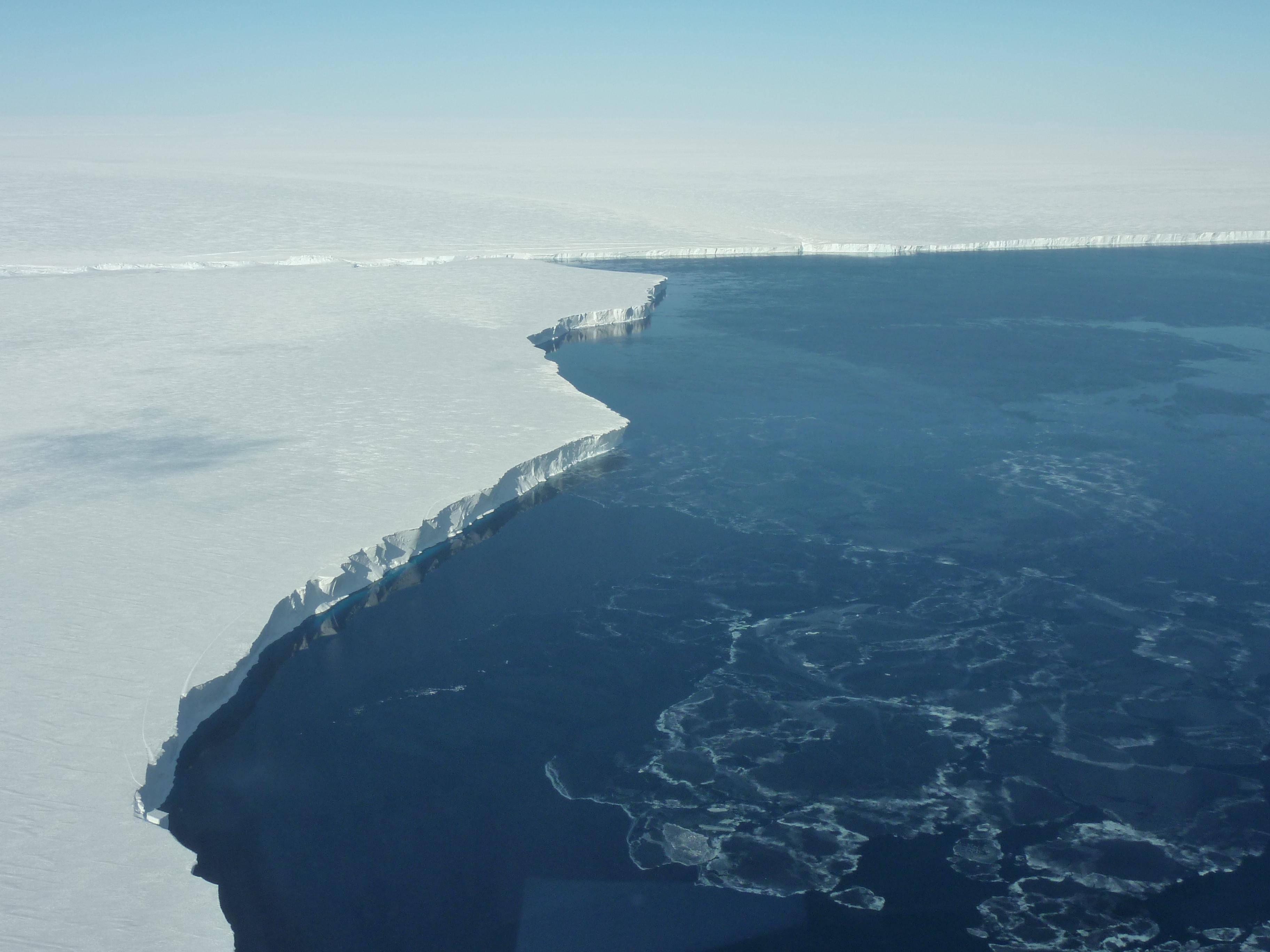
جرف ثلجي

منحدر قاري

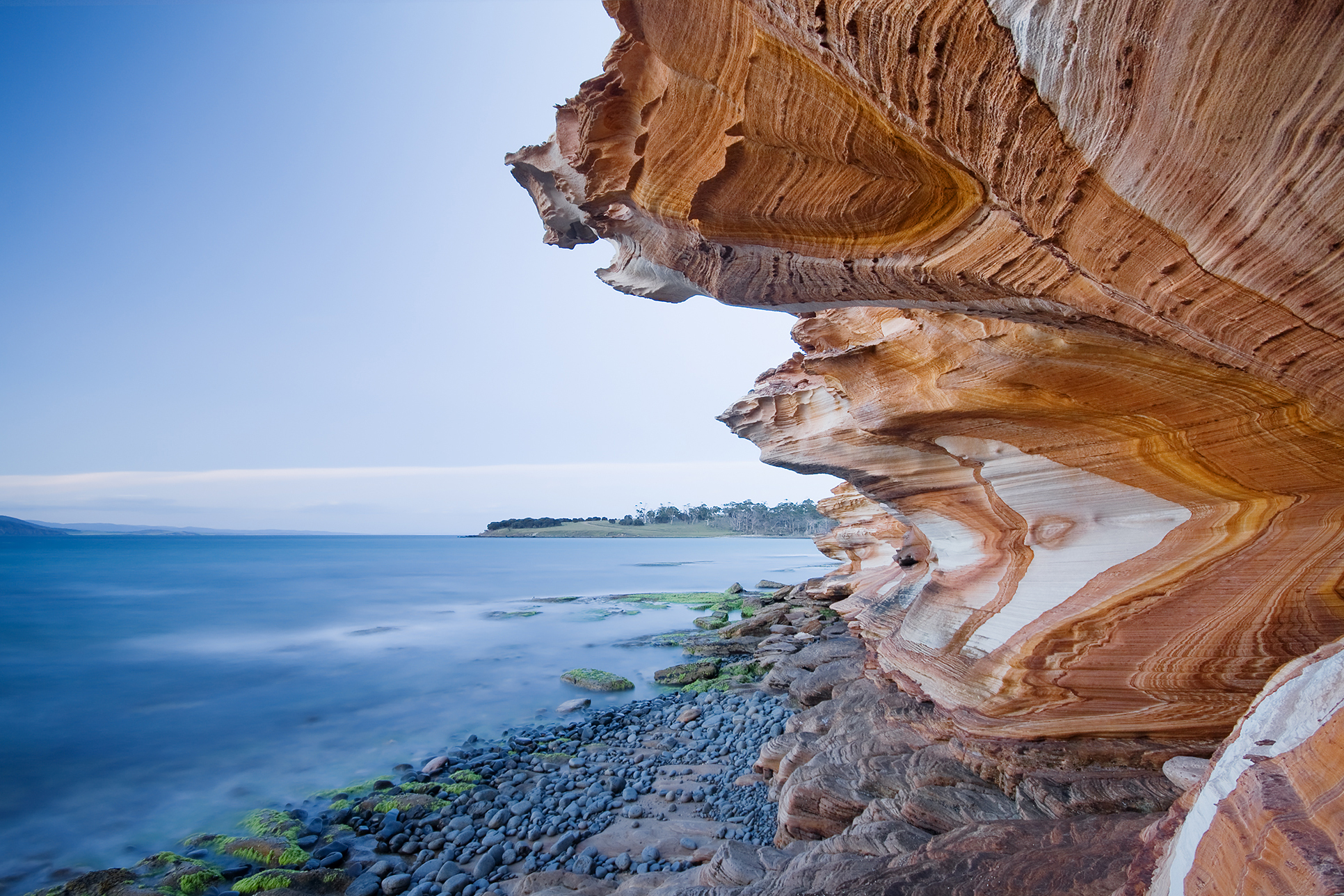
جروف مطلية بالألوان على جزيرة ماريا في تسمانيا، أستراليا.

الجُرْف (الجمع: أَجرَاف، وجِرَفة) أو القطاط هو شِق الوادي إِذا حفر الماء في أَسفله.

## جيولوجيا
في الجغرافيا والجيولوجيا، الجرف هو شكل عمودي، أو اقرب منه إلى الرأسي، ينتج من تآكل وتعرض الصخور لعمليات التعرية البيئية. وهي صورة لتشكل المنحدرات التي تنتج منها. المنحدرات شائعة في كثير من السواحل، وهي جبال تآكلت واصبحت صورة جرف على طول النهر. عادة ما تتشكل المنحدرات التي تكون مقاومة لل تآكل والتجوية.
الجُرْف الساحلي هو شكل من أشكال التضاريس المرتبطة بالبنية : من تضاريس البنية الانكسارية:
أ- تطور الجرف الانكساري :
- يتكون الجرف الأصلي من جزء مرتفع وجزء منخفض يربط بينهما [منحدر] شديد يعرف باسم نظرة الانكسار.
- تنحت عوامل التعرية الجزء المرتفع فيصبح في نفس مستوى الجزء المنخفض فينشأ الجرف المسوى.
- تستمر عوامل التعرية في نحت الجزء المرتفع أصلا فينشأ الجرف المعكوس.

ب- تطور الأخذوذ في منطقة تجمع الانكسارات :
تظهر في منطقة تجمع الانكسارات بعض الأشكال التضاريسية من أبرزها :
1. الأخدود : الجزء المنخفض و المنبسط في منطقة تجمع الانكسارات، و الذي يمتد طوليا و يفصل بين المرتفعات.
2. الهورست : هضبة صخرية تمثل المنطقة المرتفعة من تجمع الانكسارات.
3. الجرف الانكساري : الحافة التي يطل بها الهورست على الأخدود.[6]
4. الجرف القاري هو الامتداد، الفعلي والطبيعي، لقاع الأرض القارية داخل البحار والمحيطات، (الجزء الأرضي الغارق تحت سطح البحر). وقد حددت اتفاقية جنيف، المتعلقة بقانون البحار الجرف القاري، بمسافة 200 م عمق، في ما بعد البحر الإقليمي. وقد قررت الاتفاقية، كذلك، أحقية الجزر في الجرف القاري[7][8]

## الجروف الكبيرة والشهيرة

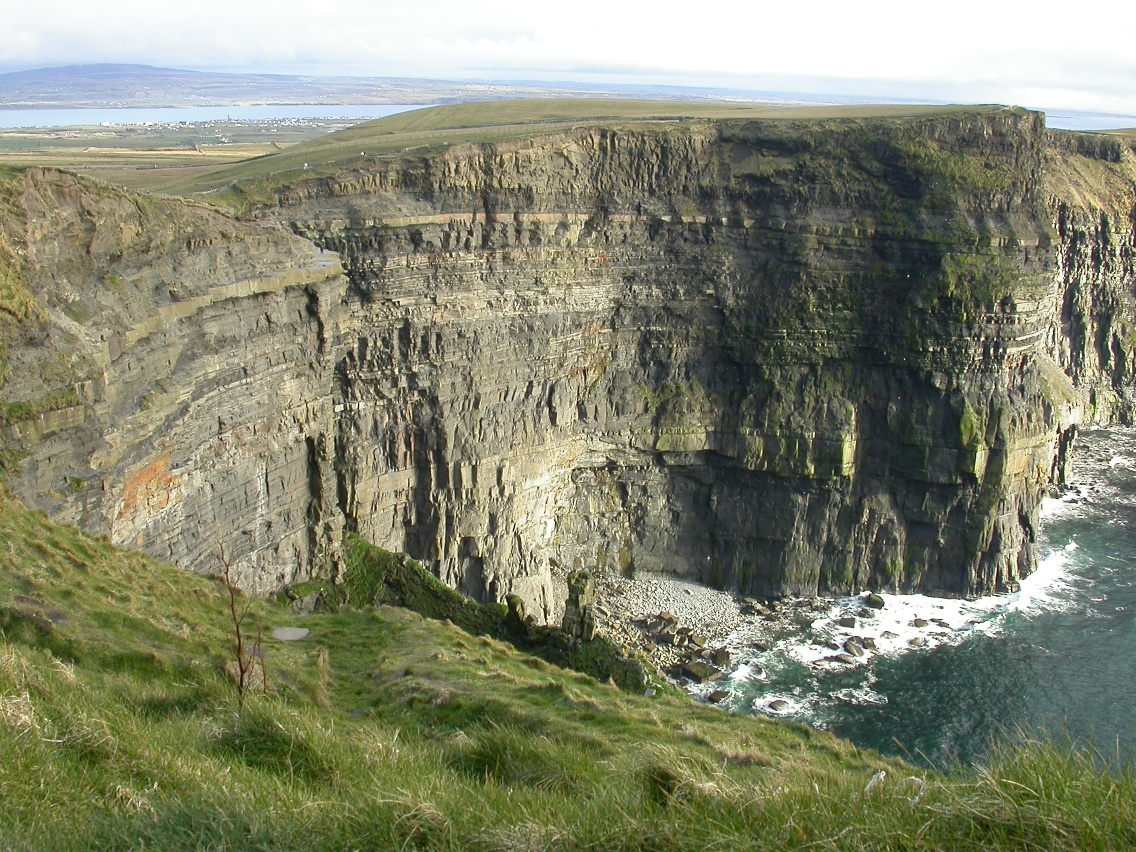
The أجراف موهر in جزيرة أيرلندا

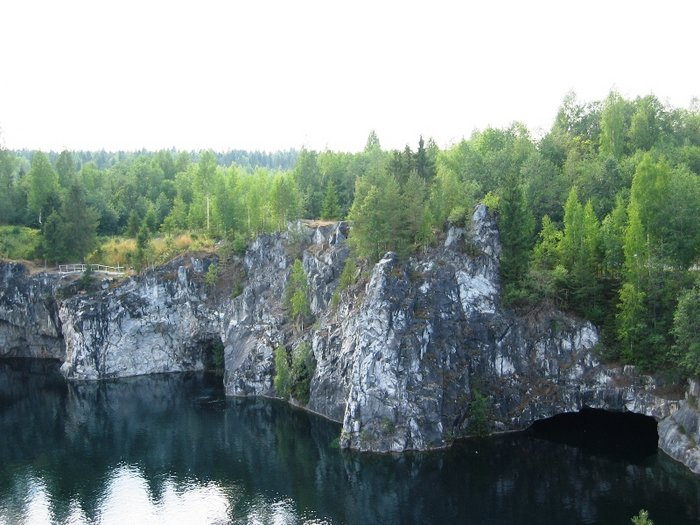
Cliffs near سورتافالا، روسيا

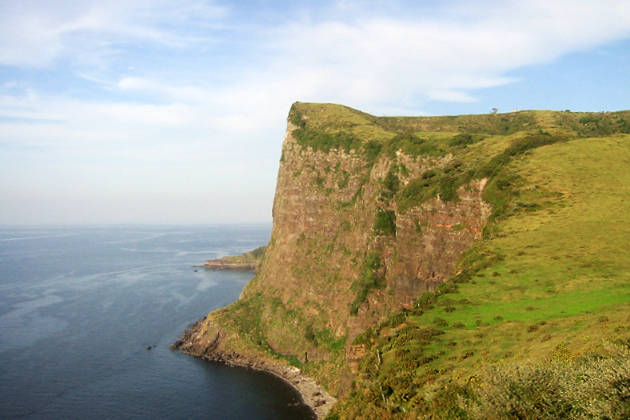
The Matengai in Oki Islands، اليابان

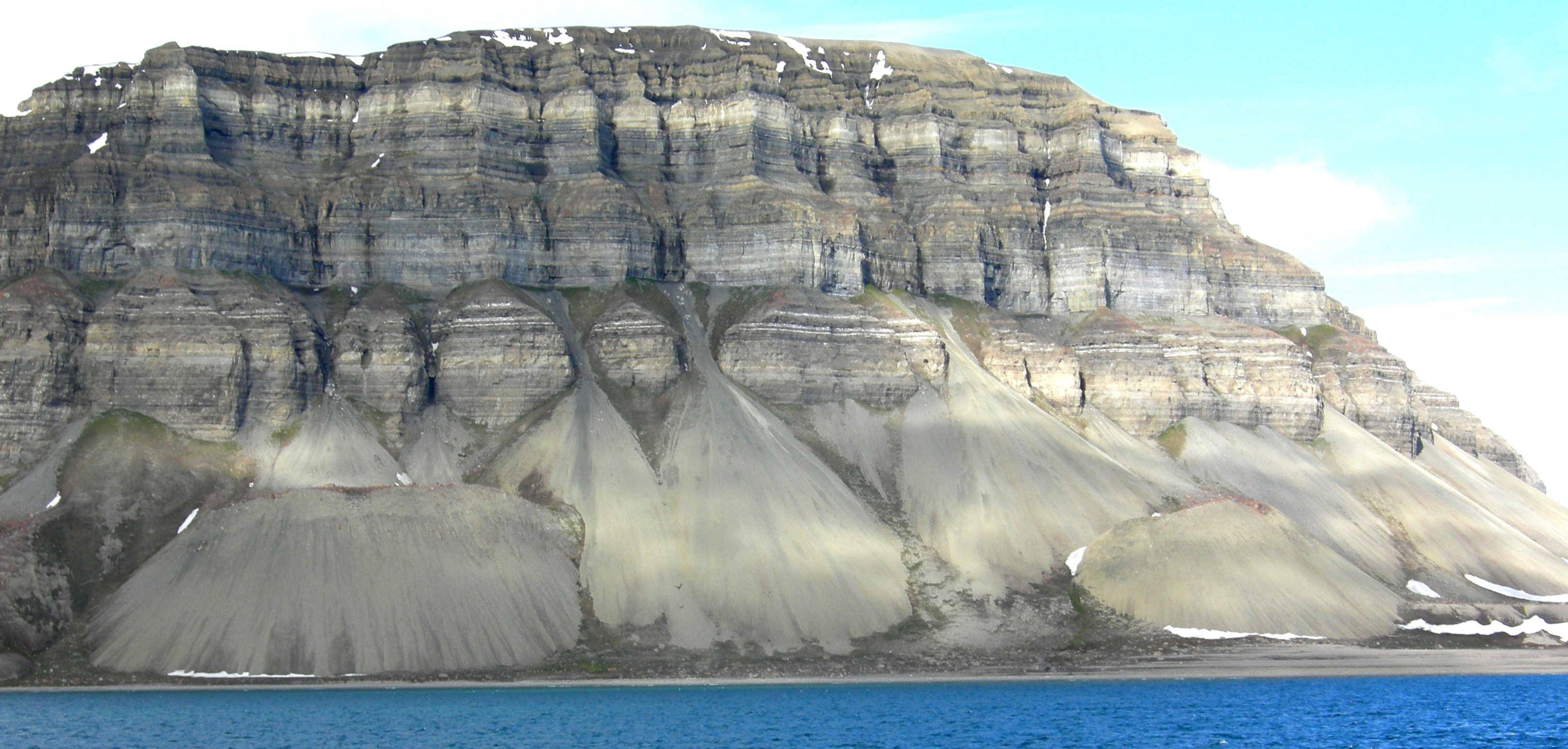
Cliffs along the north shore of Isfjord، سفالبارد، النرويج.

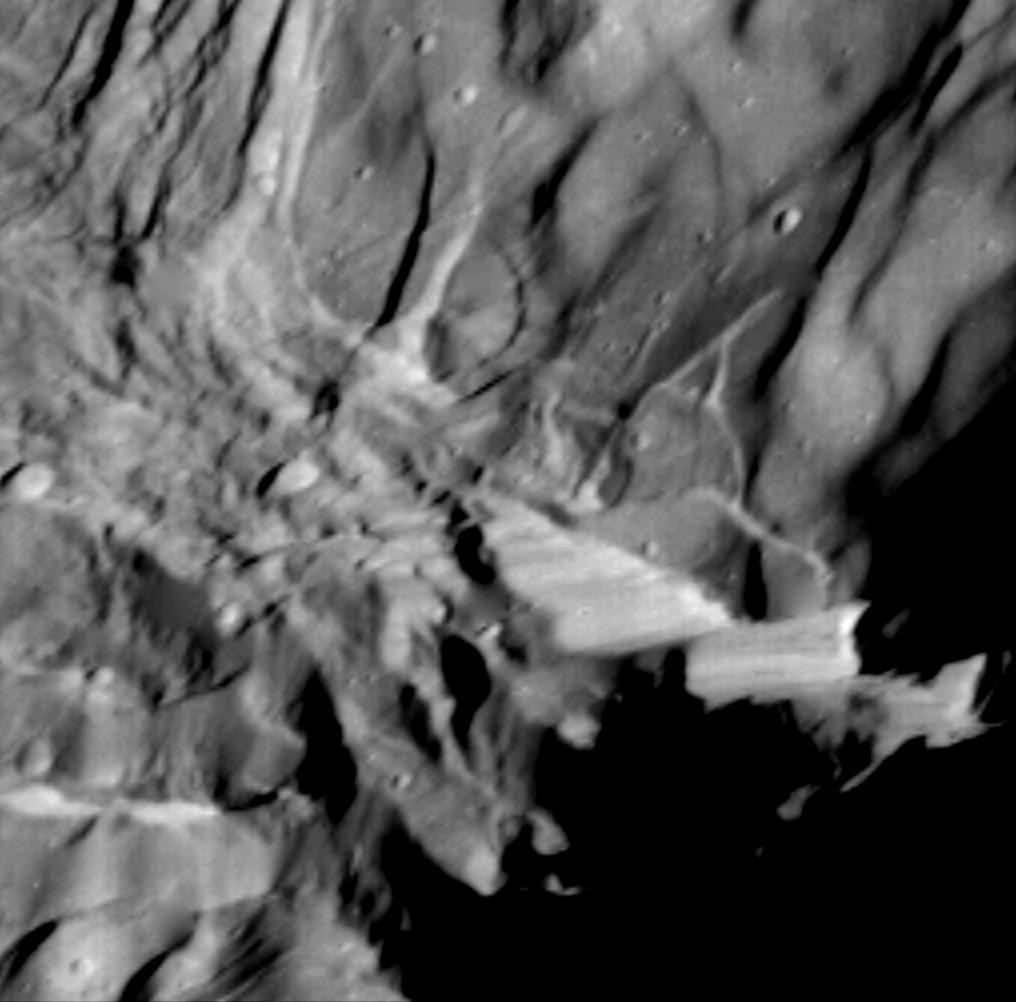
Close-up view of Verona Rupes, a 20 km high حافة الصدع on ميراندا (قمر), a moon of أورانوس.

نجد أن الجرف لا يلزم أن يكون عمودياً بالضبط، يمكن أن يكون هناك غموض حول ما إذا كان المنحدر معين هو الجرف أم لا، وكذلك حول الكيفية الانحدارية المعينة للجرف. على سبيل المثال، نظرا للجدار الصخري العمودي فوق منحدر حاد جدا، يمكن للمرء الاعتماد فقط على الجدار الصخري، أو الاثنان. وهذا يجعل من العقارات المعروضة على المنحدرات غير مرغوبة بطبيعتها
نجد ان أكبر المنحدرات على الأرض وجدت تحت الماء. على سبيل المثال، انخفاض 8,000 متر على مدى 4,250 متر ويمكن الاطلاع على سلسلة من التلال داخل اخدود Kermadec.

### آسيا
فوق البحر 
- جرف Kurosakitakao، ميكورا جيما، محافظة طوكيو، اليابان 480 متر فوق المحيط الهادي
- Matengai، جزر أوكي، محافظة شيمان، اليابان 257 متر فوق بحر اليابان
- Senba - kaigai، مينامي، محافظة توكوشيما، اليابان 250 متر فوق المحيط الهادي
- Chibu - sekiheki، جزر أوكي، محافظة شيمان، اليابان 200 متر فوق بحر اليابان
- Senzoku إطار - dangai، شين أونسن  [لغات أخرى]‏، محافظة هيوغو، اليابان 180 متر فوق بحر اليابان
- Yoroinosode، كامي، محافظة هيوغو، اليابان 65 متر فوق بحر اليابان
- Sandanbeki، شرما، ولاية واكاياما، اليابان 60 متر فوق المحيط الهادي
- Tojinbo، ساكاي، مقاطعة فوكوي، اليابان 25 متر فوق بحر اليابان
- تشينغ شوى كليف، Xiulin بلدة، مقاطعة هوالين، تايوان في المتوسط 800 متر فوق المحيط الهادي. أعلى قمة، تشينغ شوى الجبال، ترتفع 2408 متر مباشرة من المحيط الهادئ.
- انف الدولفين Dolphin's Nose، فيساخاباتنام، ولاية اندرا براديش، الهند، جرف حوالي 170M ارتفاع في خليج البنغال